# Olapa atricosta
Olapa atricosta är en fjärilsart som beskrevs av George Francis Hampson 1909. Olapa atricosta ingår i släktet Olapa och familjen tofsspinnare. Inga underarter finns listade i Catalogue of Life.